# Patinação artística nos Jogos Olímpicos de Inverno de 1964 - Individual masculino
A competição individual masculina da patinação artística nos Jogos Olímpicos de Inverno de 1964 foi disputado entre 26 patinadores.

## Medalhistas
| Ouro   | EUA Manfred Schnelldorfer |
| Prata  | FRA Alain Calmat          |
| Bronze | USA Scott Allen           |

## Resultados
| #                 | Nome                  | País                   | PC | PL | Pontos | Pos. |
| ----------------- | --------------------- | ---------------------- | -- | -- | ------ | ---- |
| Medalha de ouro   | Manfred Schnelldorfer | EUA Equipe Alemã Unida | 1  | 1  | 1916.9 | 13   |
| Medalha de prata  | Alain Calmat          | FRA França             | 3  | 5  | 1876.5 | 22   |
| Medalha de bronze | Scott Allen           | USA Estados Unidos     | 4  | 4  | 1873.6 | 26   |
| 4                 | Karol Divín           | TCH Checoslováquia     | 2  | 9  | 1862.8 | 32   |
| 5                 | Emmerich Danzer       | AUT Áustria            | 5  | 3  | 1824.0 | 42   |
| 6                 | Thomas Litz           | USA Estados Unidos     | 13 | 2  | 1764.7 | 77   |
| 7                 | Peter Jonas           | AUT Áustria            | 9  | 6  | 1752.0 | 79   |
| 8                 | Nobuo Sato            | JPN Japão              | 8  | 10 | 1746.2 | 88   |
| 9                 | Donald Knight         | CAN Canadá             | 7  | 11 | 1746.6 | 85   |
| 10                | Monty Hoyt            | USA Estados Unidos     | 6  | 12 | 1755.5 | 81   |
| 11                | Ralph Borghard        | EUA Equipe Alemã Unida | 10 | 7  | 1742.2 | 90   |
| 12                | Sepp Schönmetzler     | EUA Equipe Alemã Unida | 12 | 8  | 1743.1 | 92   |
| 13                | Charles Snelling      | CAN Canadá             | 16 | 15 | 1705.5 | 117  |
| 14                | Giordano Abbondati    | ITA Itália             | 11 | 16 | 1688.4 | 131  |
| 15                | Wolfgang Schwarz      | AUT Áustria            | 17 | 13 | 1695.9 | 127  |
| 16                | William Neale         | CAN Canadá             | 19 | 14 | 1667.7 | 143  |
| 17                | Robert Dureville      | FRA França             | 14 | 19 | 1660.0 | 148  |
| 18                | Hywel Evans           | GBR Grã-Bretanha       | 15 | 22 | 1640.1 | 159  |
| 19                | Markus Germann        | SUI Suíça              | 20 | 23 | 1578.0 | 186  |
| 20                | Malcolm Cannon        | GBR Grã-Bretanha       | 18 | 24 | 1587.5 | 187  |
| 21                | Jenö Ébert            | HUN Hungria            | 22 | 18 | 1586.9 | 188  |
| 22                | Ondrej Nepela         | TCH Checoslováquia     | 23 | 17 | 1590.1 | 190  |
| 23                | Philippe Pélissier    | FRA França             | 21 | 21 | 1573.8 | 189  |
| 24                | Peter Grütter         | SUI Suíça              | 24 | 20 | 1517.2 | 208  |
| WD                | Valery Meshkov        | URS União Soviética    |    |    |        |      |
| WD                | Wouter Toledo         | NED Países Baixos      |    |    |        |      |

Legenda
| Recorde mundial      | Recorde mundial (World record)               |                       | Recorde africano                      | Recorde africano (African) |                                           | Q | Classificado por posição (Qualified) |
| Recorde olímpico     | Recorde olímpico (Olympic record)            | Recorde da América    | Recorde da América (Americas)         | q                          | Classificado por melhor tempo (Qualified) |   |                                      |
| Melhor marca do ano  | Melhor marca do ano (World leading)          | Recorde asiático      | Recorde asiático (Asian)              | DNS                        | Não largou (Did not start)                |   |                                      |
| Recorde nacional     | Recorde nacional (National record)           | Recorde europeu       | Recorde europeu (European)            | DNF                        | Não terminou (Did not finish)             |   |                                      |
| Recorde pessoal      | Recorde pessoal do atleta (Personal best)    | Recorde da Oceania    | Recorde da Oceania (Oceania)          | DSQ / DQ                   | Desclassificado (Disqualified)            |   |                                      |
| Recorde da temporada | Recorde da temporada do atleta (Season best) | Recorde sul-americano | Recorde sul-americano (South America) | NM                         | Sem marca (No mark)                       |   |                                      |